# Brain Stew/Jaded
Brain Stew/Jaded (с англ. — «Каша в голове/Измученный») — третий сингл американской рок-группы Green Day с четвёртого студийного альбома Insomniac, выпущенный в июле 1996 года. Это совмещённый сингл, состоящий из двух песен, где в треклисте альбома они указаны под номерами 10 (Brain Stew) и 11 (Jaded).

## Видеоклип
Видеоклипы к песням «Brain Stew» и «Jaded» были также совмещены, как и сингл.
Brain Stew
Первая часть видеоклипа была снята в сепии. Клип показывает участников группы, лежащих на диване, который прицеплен к бульдозеру, тем самым бульдозер везёт за собой диван. Периодически, клип показывает различные кадры с червями, пожилой женщиной, которая открывает рот словно поёт как Билли Джо Армстронг, самого водителя бульдозера и с другими людьми. Первая часть видеоклипа заканчивается тем, что Билли, Майк и Тре раскидывают разные вещи и сценой, где падает лошадь.
Jaded
Первая часть плавно переходит ко второй части видеоклипа, точно также как и песня Brain Stew, после того, как заканчивается, плавно переходит к началу следующей песни Jaded. Вторая часть показывает группу, играющую песню в студии звукозаписи, где участники с быстрой скоростью играют на музыкальных инструментах.
Режиссёром видеоклипа был Кэвин Керслэйк.

## Список композиций
| №  | Название                        | Длительность |
| -- | ------------------------------- | ------------ |
| 1. | «Brain Stew/Jaded»              | 4:43         |
| 2. | «Do Da Da»                      | 1:30         |
| 3. | «Good Riddance (Demo Version)»  | 2:03         |
| 4. | «Brain Stew» (Clean Radio Edit) | 3:13         |

Винил Бокс-сет
| №  | Название                | Длительность |
| -- | ----------------------- | ------------ |
| 1. | «Brain Stew/Jaded»      | 4:43         |
| 2. | «Walking Contradiction» | 2:31         |

| №  | Название                       | Длительность |
| -- | ------------------------------ | ------------ |
| 1. | «Brain Stew/Jaded» (live 1996) | 4:27         |
| 2. | «No Pride»                     | 2:20         |

## Позиции в чартах
| Чарт (1996)                         | Высшая позиция |
| ----------------------------------- | -------------- |
| Австралия (ARIA)                    | 88             |
| Канада (RPM Top Singles)            | 35             |
| Канада (RPM Rock/Alternative)       | 1              |
| Великобритания (OCC UK Singles)     | 28             |
| США (Billboard Radio Songs)         | 35             |
| США (Billboard Mainstream Rock)     | 8              |
| США (Billboard Alternative Airplay) | 3              |

## Интересные факты
- В данном сингле представлена демоверсия трека Good Riddance (Time of Your Life). Это демо играется в настройке Gb, а не в G Standard, которая в оригинале.
- Песня «Brain Stew» о бессоннице, которая была у Армстронга после рождения его первого ребёнка[16].
- Песня изначально называлась «Insomniac» в демоверсии (отсюда и название альбома)[17].

## Участники записи
- Билли Джо Армстронг — вокал, гитара
- Майк Дёрнт — бас-гитара, бэк-вокал
- Тре Кул — барабаны